# Kalluru, Shimoga
Kalluru là một làng thuộc tehsil Shimoga, huyện Shimoga, bang Karnataka, Ấn Độ.